# تیم ملی بسکتبال مردان ایالات متحده آمریکا
تیم ملی بسکتبال مردان ایالات متحده آمریکا، نام تیم ملی رسمی بزرگسالان ایالات متحده آمریکا است که کشور آمریکا را در مسابقات جهانی و بین‌المللی بسکتبال نمایندگی می‌کند و موفق‌ترین تیم ملی بسکتبال در عرصه بین‌المللی است؛ تیم ملی بسکتبال آمریکا زیر نظر فدراسیون بسکتبال ایالات متحده آمریکا فعالیت می‌کند. 
از بهترین بازیکنان تاریخ این تیم میتوان به مایکل جردن و لبرون جیمز اشاره کرد.

## تیم

### فهرست فعلی
در ۲۷ آوریل ۲۰۲۴، فهرست ایالات متحده برای بازی های المپیک تابستانی ۲۰۲۴ اعلام شد. در ۱۰ ژوئیه ۲۰۲۴، کووای لنارد به دلیل مصدومیت از تیم کنار رفت و دریک وایت جایگزین او شد.
تیم ملی بسکتبال آمریکا با بازیکنان زیر در المپیک ۲۰۲۴ حضور داشت:
| \| پوزیشن \| شماره \| نام \| سن – تاریخ تولد \| قد \| باشگاه \| کشور \| \| ------ \| ----- \| -------------------- \| -------------------- \| -------- \| ------------------ \| ---- \| \| پی‌جی \| ۴ \| استفن کری \| ۳۶ – ۱۴ مارس ۱۹۸۸ \| ۱.۸۸ متر \| گلدن استیت واریرز \| \| \| اس‌جی \| ۵ \| آنتونی ادواردز \| ۲۲ – ۵ اوت ۲۰۰۱ \| ۱.۹۳ متر \| مینه‌سوتا تیمبرولوز \| \| \| اف \| ۶ \| لبرون جیمز (کاپیتان) \| ۳۹ – ۳۰ دسامبر ۱۹۸۴ \| ۲.۰۶ متر \| لس آنجلس لیکرز \| \| \| اف \| ۷ \| کوین دورانت \| ۳۵ – ۲۹ سپتامبر ۱۹۸۸ \| ۲.۱۱ متر \| فینیکس سانز \| \| \| جی \| ۸ \| دریک وایت \| ۳۰ – ۲ ژوئیه ۱۹۹۴ \| ۱.۹۳ متر \| بوستن سلتیکس \| \| \| پی‌جی \| ۹ \| تایریس هالیبرتون \| ۲۴ – ۲۰ فوریه ۲۰۰۰ \| ۱.۹۶ متر \| ایندیانا پیسرز \| \| \| اف \| ۱۰ \| جیسون تیتوم \| ۲۶ – ۳ مارس ۱۹۹۸ \| ۲.۰۳ متر \| بوستن سلتیکس \| \| \| سی \| ۱۱ \| جوئل امبید \| ۳۰ – ۱۶ مارس ۱۹۹۴ \| ۲.۱۳ متر \| فیلادلفیا ۷۶رز \| \| \| جی \| ۱۲ \| جرو هالیدی \| ۳۴ – ۱۲ ژوئن ۱۹۹۰ \| ۱.۹۳ متر \| بوستن سلتیکس \| \| \| اف/سی \| ۱۳ \| بم آدبایو \| ۲۷ – ۱۸ ژوئیه ۱۹۹۷ \| ۲.۰۶ متر \| میامی هیت \| \| \| اف/سی \| ۱۴ \| انتونی دویس \| ۳۱ – ۱۱ مارس ۱۹۹۳ \| ۲.۰۸ متر \| لس آنجلس لیکرز \| \| \| اس‌جی \| ۱۵ \| دوین بوکر \| ۲۷ – ۳۰ اکتبر ۱۹۹۶ \| ۱.۹۸ متر \| فینیکس سانز \| \| | سرمربی - استیو کر کمک مربی (ها) - مارک فیو - تایرن لو - اریک اسپولسترا |                      |                      |          |                    |                     |
| پوزیشن | شماره                                                                  | نام                  | سن – تاریخ تولد      | قد       | باشگاه             | کشور                |
| پی‌جی | ۴                                                                      | استفن کری            | ۳۶ – ۱۴ مارس ۱۹۸۸    | ۱.۸۸ متر | گلدن استیت واریرز  | ایالات متحده آمریکا |
| اس‌جی | ۵                                                                      | آنتونی ادواردز       | ۲۲ – ۵ اوت ۲۰۰۱      | ۱.۹۳ متر | مینه‌سوتا تیمبرولوز | ایالات متحده آمریکا |
| اف | ۶                                                                      | لبرون جیمز (کاپیتان) | ۳۹ – ۳۰ دسامبر ۱۹۸۴  | ۲.۰۶ متر | لس آنجلس لیکرز     | ایالات متحده آمریکا |
| اف | ۷                                                                      | کوین دورانت          | ۳۵ – ۲۹ سپتامبر ۱۹۸۸ | ۲.۱۱ متر | فینیکس سانز        | ایالات متحده آمریکا |
| جی | ۸                                                                      | دریک وایت            | ۳۰ – ۲ ژوئیه ۱۹۹۴    | ۱.۹۳ متر | بوستن سلتیکس       | ایالات متحده آمریکا |
| پی‌جی | ۹                                                                      | تایریس هالیبرتون     | ۲۴ – ۲۰ فوریه ۲۰۰۰   | ۱.۹۶ متر | ایندیانا پیسرز     | ایالات متحده آمریکا |
| اف | ۱۰                                                                     | جیسون تیتوم          | ۲۶ – ۳ مارس ۱۹۹۸     | ۲.۰۳ متر | بوستن سلتیکس       | ایالات متحده آمریکا |
| سی | ۱۱                                                                     | جوئل امبید           | ۳۰ – ۱۶ مارس ۱۹۹۴    | ۲.۱۳ متر | فیلادلفیا ۷۶رز     | ایالات متحده آمریکا |
| جی | ۱۲                                                                     | جرو هالیدی           | ۳۴ – ۱۲ ژوئن ۱۹۹۰    | ۱.۹۳ متر | بوستن سلتیکس       | ایالات متحده آمریکا |
| اف/سی | ۱۳                                                                     | بم آدبایو            | ۲۷ – ۱۸ ژوئیه ۱۹۹۷   | ۲.۰۶ متر | میامی هیت          | ایالات متحده آمریکا |
| اف/سی | ۱۴                                                                     | انتونی دویس          | ۳۱ – ۱۱ مارس ۱۹۹۳    | ۲.۰۸ متر | لس آنجلس لیکرز     | ایالات متحده آمریکا |
| اس‌جی | ۱۵                                                                     | دوین بوکر            | ۲۷ – ۳۰ اکتبر ۱۹۹۶   | ۱.۹۸ متر | فینیکس سانز        | ایالات متحده آمریکا |

## تاریخچه

### ۱۹۳۶-۱۹۶۸
تیم بسکتبال مردان ایالات متحده از اولین تورنمنت المپیک برای برگزاری بسکتبال که در برلین در سال ۱۹۳۶ برگزار شد، ۵-۰ به پیروزی رسیدند و مدال طلا را کسب کردند و همسایگان قاره ای آن نیز یعنی کانادا و مکزیک در سکوی مدال به آنها پیوستند. در طی شش تورنمنت بعدی، ایالات متحده بدون شکست، به جمع آوری طلا پرداخت در حالی که حتی یک مسابقه را در بازی‌های برگزار شده در لندن، هلسینکی، ملبورن، رم، توکیو و مکزیکو سیتی از دست نداد. شرکت در این مسابقات به آماتورها محدود بود اما ایالات متحده در این دوره از بازیکنانی نمایی کرد که بعداً به عنوان ستاره های بسکتبال حرفه ای شناخته شدند از جمله بیل راسل، اسکار رابرتسون، جری وست و جری لوکاس که سه نفر آخر در تیم المپیک ۱۹۶۰ رم شرکت داشتند که تا زمان تشکیل تیم رویایی ۱۹۹۲ اغلب به عنوان بهترین فهرست ایالات متحده شناخته می‌شدند.
الکس گروزا و رالف بیرد، هر دو به طور خلاصه ستاره های ان‌بی‌ای، در سال ۱۹۴۸ به عنوان بازیکنان کنتاکی وایلدکتز، با داشتن ۳ عنوان ایالتی در اکلاهما و ۶ جایگاه ایاییو در تمام آمریکا و در تالار مشاهیر باب کرلند، پیشگام بودند. تیم ۱۹۵۲ شامل بیگ من کلاید لاولت از دانشگاه کانزاس ، سالن مشاهیر آینده و ستاره ان‌بی‌ای بود. کرلند بار دیگر تیم را به پیروزی رساند.
تیم ۱۹۵۶ توسط بازیکنان هم تیمی سان فرانسیسکو دونس، بیل راسل و کی. سی. جونز هدایت می شد و با اختلاف میانگین ۵۳.۵ امتیاز در هر بازی، حریفان خود را شکست دادند.
تیم ۱۹۶۰ شامل ۹ بازیکن آینده ان‌بی‌ای که نه تنها شامل رابرتسون (تازه کار سال ان‌بی‌ای سال ۱۹۶۱)، لوکاس (تازه کار سال ان‌بی‌ای سال ۱۹۶۴) و وست بلکه شامل دارال ایم‌هاف (آل-استار ان‌بی‌ای سال ۱۹۶۷)، باب بوزر (آل-استار ان‌بی‌ای سال ۱۹۶۸)، ایدریان اسمیت ( آل-استار ان‌بی‌ای سال ۱۹۶۶)، جی آنت، تری دیسجینجر (تازه کار سال ان‌بی‌ای سال ۱۹۶۳) و یک عضو تالار مشاهیر بسکتبال دیگر یعنی والت بلامی (تازه کار سال ان‌بی‌ای سال ۱۹۶۲) که آن‌ها حریفان خود را با اختلاف متوسط ۴۲.۴ امتیاز در هر بازی شکست دادند.

## مسابقات

### بازی های المپیک
تیم ایالات متحده در بازی های المپیک موفقیت بی نظیری کسب کرده است در حالی که همواره در معرض آسیب کشورهای بلوک شرق قرار داشت که از بهترین و باتجربه ترین بازیکنان حرفه ای خود استفاده می‌کردند که به عنوان سرباز یا کارگر در یک حرفه برای انحراف قوانین آماتور در نظر گرفته می‌شدند، تیم ایالات متحده (به طور معمول شامل بازیکنان ای‌ای‌یو یا بازیکنان دانشگاهی) به طرز شگفت انگیزی خوب عمل کرد و از یازده دوره المپیکی که قبل از معرفی بازیکنان ان‌بی‌ای وارد آن شده بودند، ۹ برد کسب کردند. ایالات متحده تنها کشور غربی است که در طول سلطه بلوک شرق، موفق به کسب موفقیت در یک ورزش تیمی شده است. نتایج کانادا در هاکی روی یخ و نتایج تیم های فوتبال اروپای غربی در فوتبال پس از معرفی کشورهای بلوک شرق و بازیکنان نیمه حرفه‌ای آن‌ها در اواخر دهه ۱۹۴۰ و اوایل دهه ۱۹۵۰، به طور قابل توجهی بدتر شد. در سال ۱۹۹۲، تیم ایالات متحده برای اولین بار توسط بازیکنان ان‌بی‌ای معرفی شد و در مسیر رسیدن به مدال طلا برابر کرواسی، با مقدار تقریبی ۴۴ امتیاز حریف خود را شکست داد. از آن زمان، آمریکایی‌ها به سلطه خود در مسابقات المپیک ادامه دادند به جز عملکرد ضعیف آن‌ها در بازی های المپیک تابستانی ۲۰۰۴.

### جام جهانی بسکتبال
قبل از معرفی بازیکنان ان‌بی‌ای، بازیکنان ایالات متحده معمولاً  بازیکنان نظامی ، صنعتی یا دانشگاهی بودند. در همین حال، کشورهای اروپایی و آمریکای جنوبی مجاز به استفاده از بهترین بازیکنان خود بودند. در سال ۱۹۵۰ و ۱۹۵۴، تیم های ای‌ای‌یو یعنی دنور شورولتس (در سال ۱۹۵۰) و پئوریا کاترپیلارس (در سال ۱۹۵۴) نمایندگان ایالات متحده بودند، در سال ۱۹۵۹، ایالات متحده یک تیم نیروی هوایی فرستاد؛ در۱۹۶۳ و ۱۹۶۷، تیم متشکل از ای‌ای‌یو، نیروهای مسلح و مقاطع دانشگاهی بود. در ۱۹۷۰ و ۱۹۷۴ (تیم ۱۹۷۴ جوانترین و کم تجربه ترین تیم در طول تاریخ بود) ، ایالات متحده به طور اختصاصی عضو هیئت علمی بود. در سال ۱۹۷۸، یک تیم از اتلتیکز این اکشن (ای‌آی‌ای) نماینده آمریکا بود؛ در سال ۱۹۸۲، ۱۹۸۶ و ۱۹۹۰، تیم دوباره از بازیکنان دانشگاهی تشکیل شد. با شروع سال ۱۹۹۴ و به استثنای سال ۱۹۹۸، زمانی که ایالات متحده از بازیکنان لیگ های اروپایی و بازیکنان دانشگاه استفاده می کرد، این تیم از بازیکنان ان‌بی‌ای تشکیل شده بود.

## سابقه در المپیک
| سابقه مسابقات المپیک | سابقه مسابقات المپیک                                            | سابقه مسابقات المپیک                                            | سابقه مسابقات المپیک                                            | سابقه مسابقات المپیک                                            | سابقه مسابقات المپیک                                            | سابقه مسابقات المپیک                                            | سابقه مسابقات المپیک                                            | سابقه مسابقات المپیک                                            | مدیران         |
| سال                  | راند                                                            | جایگاه                                                          | Pld                                                             | W                                                               | L                                                               | PF                                                              | PA                                                              | PD                                                              | مدیران         |
| -------------------- | --------------------------------------------------------------- | --------------------------------------------------------------- | --------------------------------------------------------------- | --------------------------------------------------------------- | --------------------------------------------------------------- | --------------------------------------------------------------- | --------------------------------------------------------------- | --------------------------------------------------------------- | -------------- |
| ۱۹۳۶                 | دارنده مدال های طلا                                             | اول از بیست و سه                                                | ۵                                                               | ۵                                                               | ۰                                                               | ۱۵۴                                                             | ۶۹                                                              | +۸۵                                                             | جیمی نیدلز     |
| ۱۹۴۸                 | دارنده مدال های طلا                                             | اول از بیست و سه                                                | ۸                                                               | ۸                                                               | ۰                                                               | ۵۲۴                                                             | ۲۵۶                                                             | +۲۶۸                                                            | باد براونینگ   |
| ۱۹۵۲                 | دارنده مدال های طلا                                             | اول از بیست و سه                                                | ۸                                                               | ۸                                                               | ۰                                                               | ۵۶۲                                                             | ۴۰۶                                                             | +۱۵۶                                                            | وارن وومبل     |
| ۱۹۵۶                 | دارنده مدال های طلا                                             | اول از پانزده                                                   | ۸                                                               | ۸                                                               | ۰                                                               | ۷۹۳                                                             | ۳۶۵                                                             | +۴۲۸                                                            | جرالد تاکر     |
| ۱۹۶۰                 | دارنده مدال های طلا                                             | اول از شانزده                                                   | ۸                                                               | ۸                                                               | ۰                                                               | ۸۱۵                                                             | ۴۷۶                                                             | +۳۳۹                                                            | پیت نیول       |
| ۱۹۶۴                 | دارنده مدال های طلا                                             | اول از شانزده                                                   | ۹                                                               | ۹                                                               | ۰                                                               | ۷۰۴                                                             | ۴۳۴                                                             | +۲۷۰                                                            | هنری ایبا      |
| ۱۹۶۸                 | دارنده مدال های طلا                                             | اول از شانزده                                                   | ۹                                                               | ۹                                                               | ۰                                                               | ۷۳۹                                                             | ۵۰۵                                                             | +۲۳۴                                                            | هنری ایبا      |
| ۱۹۷۲                 | دارنده مدال های نقره                                            | دوم از شانزده                                                   | ۹                                                               | ۸                                                               | ۱                                                               | ۶۶۰                                                             | ۴۰۱                                                             | +۲۵۹                                                            | هنری ایبا      |
| ۱۹۷۶                 | دارنده مدال های طلا                                             | اول از دوازده                                                   | ۷                                                               | ۷                                                               | ۰                                                               | ۵۸۹                                                             | ۵۰۰                                                             | +۸۶                                                             | دین اسمیت      |
| ۱۹۸۰                 | ابتدا به عنوان مدافع عنوان قهرمانی واجد شرایط بود، اما کنار رفت | ابتدا به عنوان مدافع عنوان قهرمانی واجد شرایط بود، اما کنار رفت | ابتدا به عنوان مدافع عنوان قهرمانی واجد شرایط بود، اما کنار رفت | ابتدا به عنوان مدافع عنوان قهرمانی واجد شرایط بود، اما کنار رفت | ابتدا به عنوان مدافع عنوان قهرمانی واجد شرایط بود، اما کنار رفت | ابتدا به عنوان مدافع عنوان قهرمانی واجد شرایط بود، اما کنار رفت | ابتدا به عنوان مدافع عنوان قهرمانی واجد شرایط بود، اما کنار رفت | ابتدا به عنوان مدافع عنوان قهرمانی واجد شرایط بود، اما کنار رفت | دیو گاویت      |
| ۱۹۸۴                 | دارنده مدال های طلا                                             | اول از دوازده                                                   | ۸                                                               | ۸                                                               | ۰                                                               | ۷۶۳                                                             | ۵۰۶                                                             | +۲۵۷                                                            | باب نایت       |
| ۱۹۸۸                 | دارنده مدال های برنز                                            | سوم از دوازده                                                   | ۸                                                               | ۷                                                               | ۱                                                               | ۷۳۳                                                             | ۴۹۰                                                             | +۲۴۳                                                            | جان تامپسون    |
| ۱۹۹۲                 | دارنده مدال های طلا                                             | اول از دوازده                                                   | ۸                                                               | ۸                                                               | ۰                                                               | ۹۳۸                                                             | ۵۸۸                                                             | +۳۵۰                                                            | چاک دالی       |
| ۱۹۹۶                 | دارنده مدال های طلا                                             | اول از دوازده                                                   | ۸                                                               | ۸                                                               | ۰                                                               | ۸۱۶                                                             | ۵۶۲                                                             | +۲۵۴                                                            | لنی ویلکنز     |
| ۲۰۰۰                 | دارنده مدال های طلا                                             | اول از دوازده                                                   | ۸                                                               | ۸                                                               | ۰                                                               | ۷۶۰                                                             | ۵۸۷                                                             | +۱۷۳                                                            | رودی تامجاناوچ |
| ۲۰۰۴                 | دارنده مدال های برنز                                            | سوم از دوازده                                                   | ۸                                                               | ۵                                                               | ۳                                                               | ۷۰۵                                                             | ۶۶۸                                                             | +۳۷                                                             | لری براون      |
| ۲۰۰۸                 | دارنده مدال های طلا                                             | اول از دوازده                                                   | ۸                                                               | ۸                                                               | ۰                                                               | ۸۵۰                                                             | ۶۲۷                                                             | +۲۲۳                                                            | مایک شیشفسکی   |
| ۲۰۱۲                 | دارنده مدال های طلا                                             | اول از دوازده                                                   | ۸                                                               | ۸                                                               | ۰                                                               | ۹۲۴                                                             | ۶۶۷                                                             | +۲۵۷                                                            | مایک شیشفسکی   |
| ۲۰۱۶                 | دارنده مدال های طلا                                             | اول از دوازده                                                   | ۸                                                               | ۸                                                               | ۰                                                               | ۸۰۷                                                             | ۶۲۷                                                             | +۱۸۰                                                            | مایک شیشفسکی   |
| ۲۰۲۰                 | دارنده مدال های طلا                                             | اول از دوازده                                                   | ۶                                                               | ۵                                                               | ۱                                                               | ۵۹۴                                                             | ۴۷۴                                                             | +۱۲۰                                                            | گرگ پاپاویچ    |
| ۲۰۲۴                 | دارنده مدال های طلا                                             | اول از دوازده                                                   | ۶                                                               | ۶                                                               | ۰                                                               | ۶۳۲                                                             | ۵۱۸                                                             | +۱۱۴                                                            | استیو کر       |
| ۲۰۲۸                 | واجد شرایط به عنوان میزبان                                      | واجد شرایط به عنوان میزبان                                      | واجد شرایط به عنوان میزبان                                      | واجد شرایط به عنوان میزبان                                      | واجد شرایط به عنوان میزبان                                      | واجد شرایط به عنوان میزبان                                      | واجد شرایط به عنوان میزبان                                      | واجد شرایط به عنوان میزبان                                      | تیم            |
| در مجموع             | ۱۷ عنوان                                                        | ۲۰/۲۱                                                           | ۱۵۵                                                             | ۱۴۹                                                             | ۶                                                               | ۱۴۰۵۹                                                           | ۹۷۲۶                                                            | +۴۳۳۳                                                           |                |

## نگارخانه

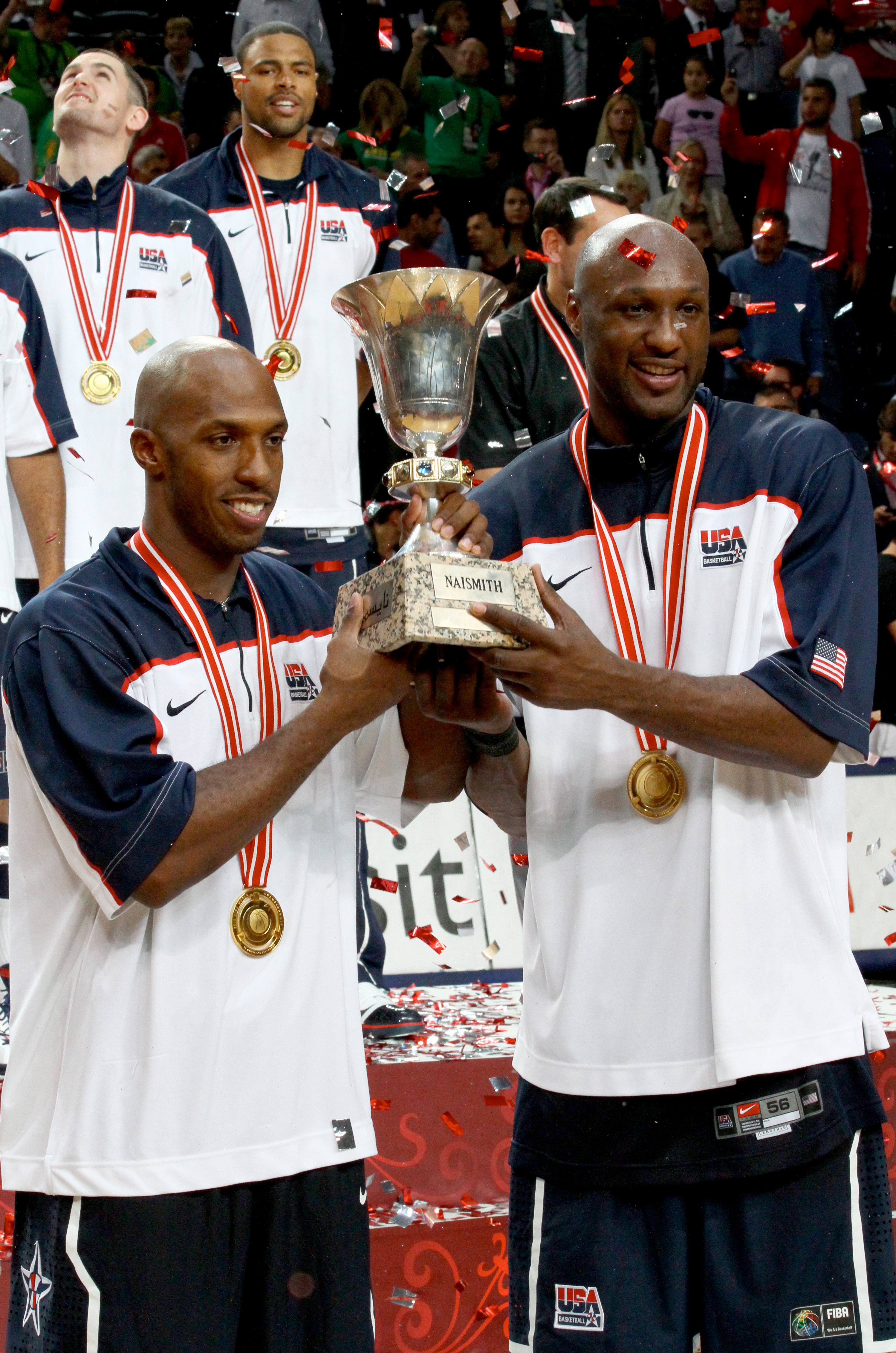
چانسی بیلاپس و لمار اودم دارنده جام جهانی
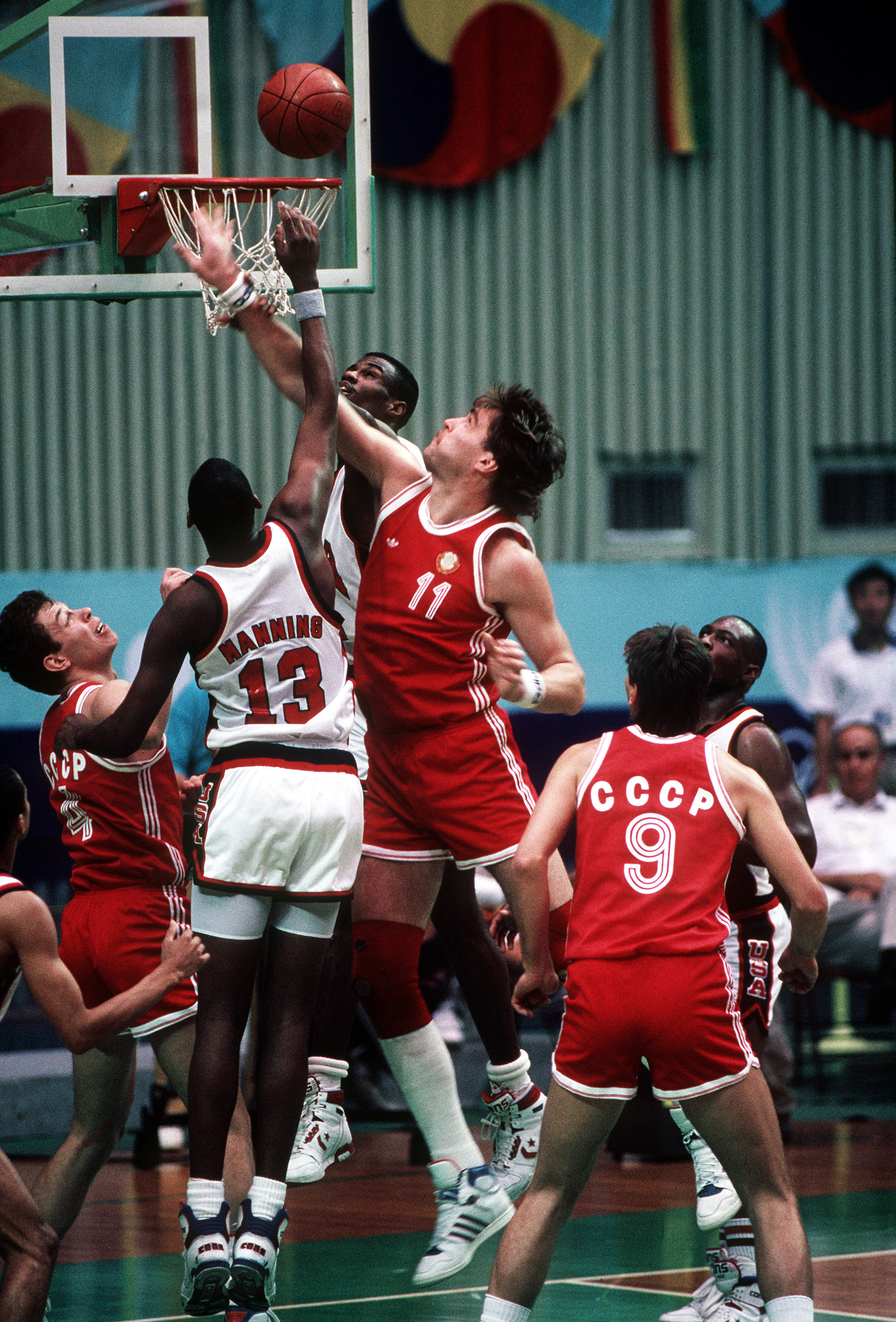
تیم ملی بسکتبال شوروی در برابر آمریکا در المپیک ۱۹۸۸
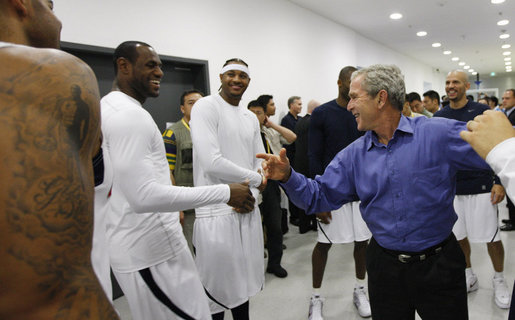
لبرون جیمز و جرج بوش
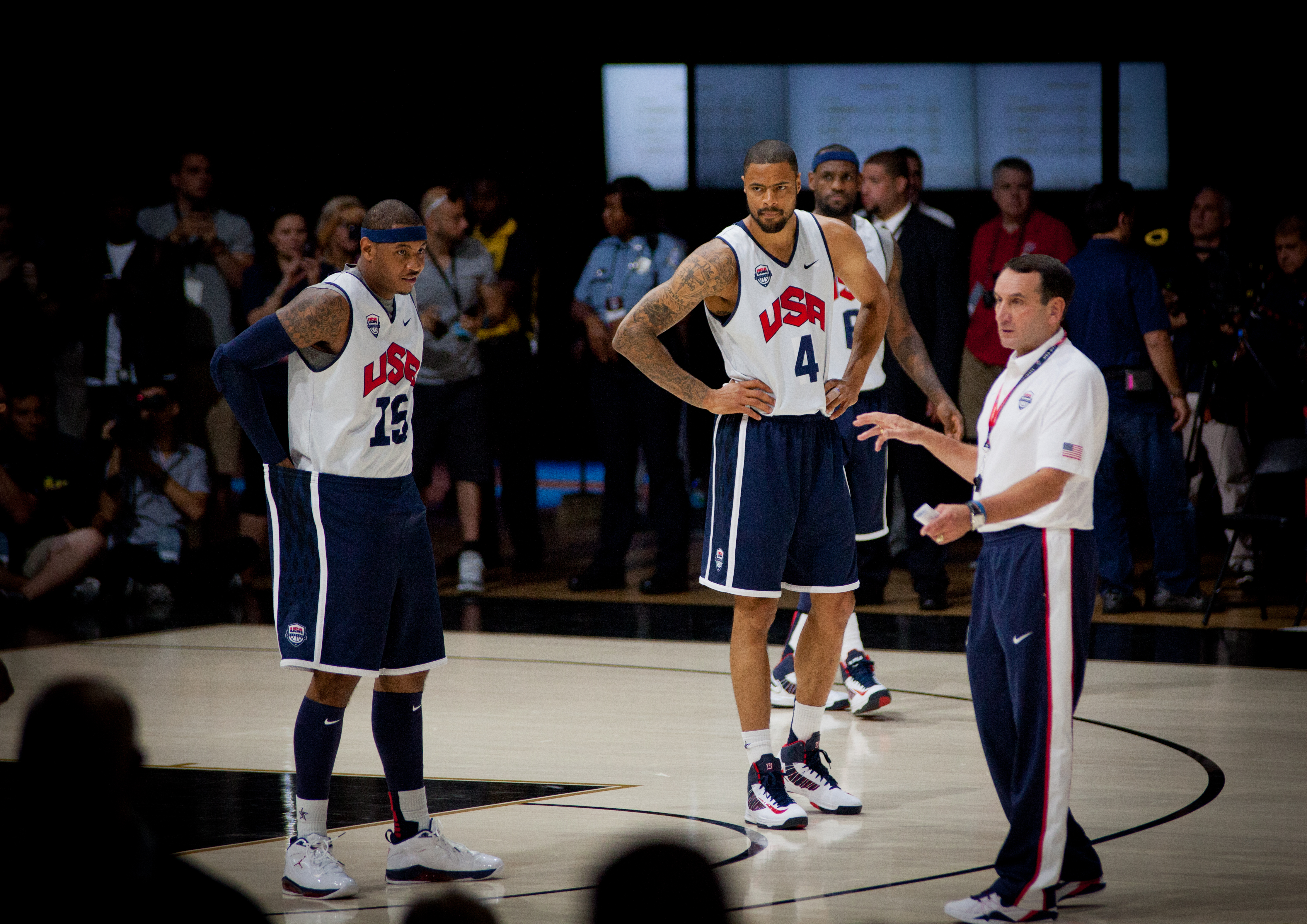
کارملو آنتونی، تایسون چندلر و مایک شیشفسکی
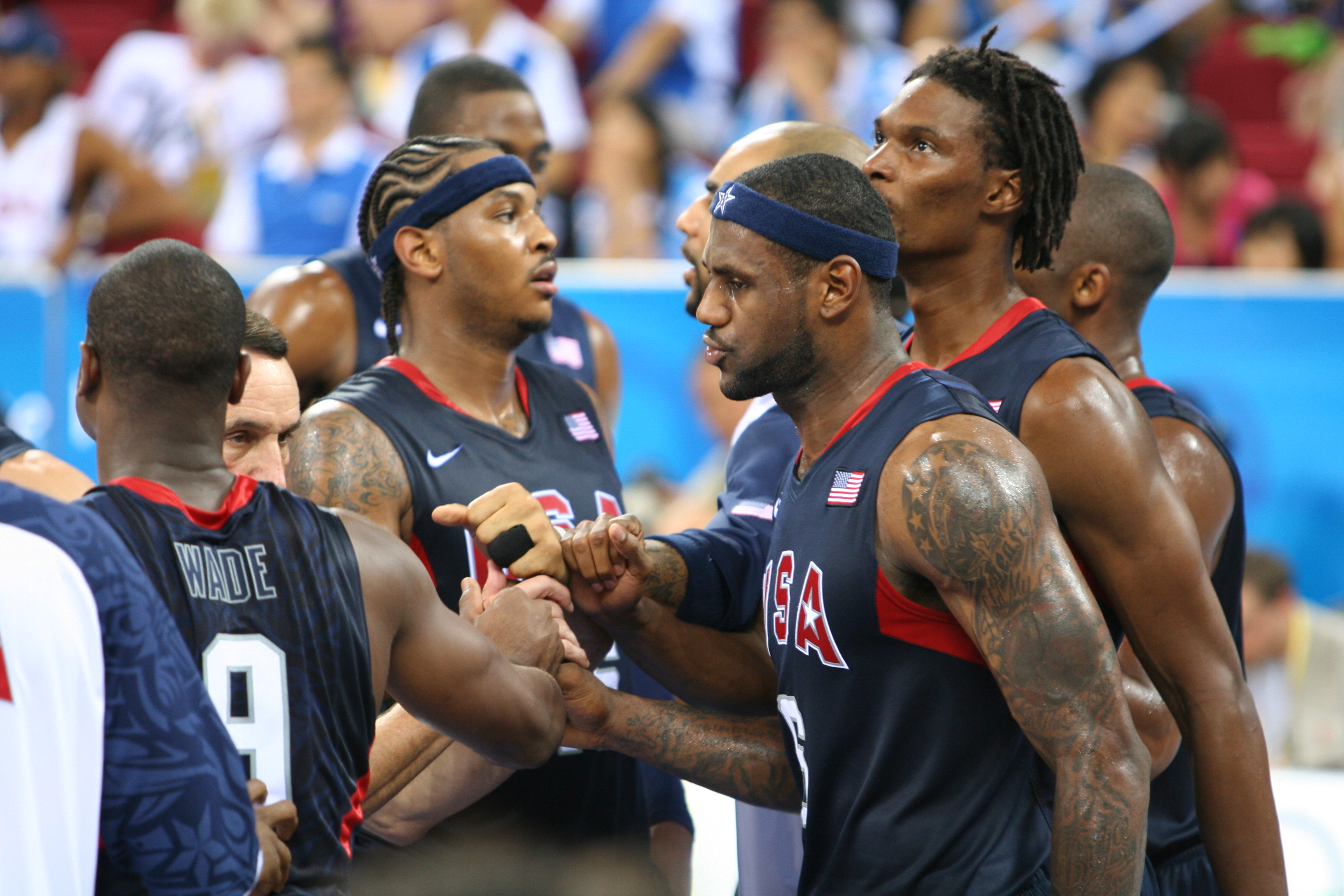
تیم ملی بسکتبال مردان ایالات متحده آمریکا در نیمه نهایی بازی های المپیک پکن